# Pyrenacantha kaurabassana
Pyrenacantha kaurabassana är en tvåhjärtbladig växtart som beskrevs av Henri Ernest Baillon. Pyrenacantha kaurabassana ingår i släktet Pyrenacantha och familjen Icacinaceae. Inga underarter finns listade i Catalogue of Life.